# コーザ・ブラーヴァ
コーザ・ブラーヴァ（Cosa Brava）は、2008年3月にカリフォルニア州オークランドで、マルチ・インストゥルメンタリストにして作曲家であるフレッド・フリス（ヘンリー・カウ、スケルトン・クルー、キープ・ザ・ドッグ）によって結成された、エクスペリメンタル・ロックとフリー・インプロヴィゼーションのグループである。メンバーは、ギターのフリス、キーボードとアコーディオンのジーナ・パーキンス（スケルトン・クルー、キープ・ザ・ドッグ）、ヴァイオリンのカーラ・キールシュテット（スリーピータイム・ゴリラ・ミュージアム）、ドラムのマシアス・ボッシ（スリーピータイム・ゴリラ・ミュージアム）、サウンド・マニピュレーションのザ・ノーマン・コンクエスト。「All About Jazz」は、彼らの音楽を「フォーク、ケルト、モダン・チェンバー、ラテン、ファンク、イースタン、プログ・ロックの間のどこか」と表現している。
コーザ・ブラーヴァは、2008年3月20日にカリフォルニア州オークランドで初公演を行った。その後、2008年4月にはヨーロッパ・ツアーを行い、フランス、ドイツ、オーストリア、スロベニア、イタリア、ベルギー、オランダ、スペイン、スイスで演奏した。2008年5月には、カナダのケベック州ビクトリアビルで開催された「第25回ビクトリアビル国際音楽祭」に出演し、2008年12月にはニューヨークのニッティング・ファクトリーとボストンのICAで演奏した。
コーザ・ブラーヴァは、2008年12月にサンフランシスコでファースト・アルバム『Ragged Atlas』をレコーディングし、2010年3月にリリースされた。ジョン・ケルマンはAll About Jazzのレビューで、このアルバムは「時間とジャンルを超越している」「2010年の最も目出度いデビュー作のひとつ」と述べている。2012年3月には『The Letter』と題したセカンド・アルバムがリリースされた。

## 背景
フレッド・フリスのキャリアは、1968年にヘンリー・カウと共に「ロック・ミュージシャン」として始まったが、その後、アヴァンギャルド・ジャズから現代音楽まで、さまざまなジャンルに多様化している。映画やダンスのための音楽、オーケストラや弦楽四重奏のための音楽といったものを作曲している。1999年、カリフォルニア州オークランドにあるミルズ大学にて音楽学部の作曲学科教授に就任。コーザ・ブラーヴァ結成のきっかけは、フリスのロックへの郷愁であった。彼は、「ロック・バンドでできることが本当に懐かしい。協力してリハーサルを行うことで素材を発展させたり、『パーツ』から離れて集団の耳で物事を考え始めたときに起こることを懐かしく思うし、グループのアイデンティティのため一途にコミットすることを懐かしく思うんだ」。
フリスはこれまでに、スケルトン・クルーやキープ・ザ・ドッグでジーナ・パーキンスと共演し、カーラ・キールシュテットとは数枚のアルバムでコラボレーションしていた。ザ・ノルマン・コンクエストは、ミルズ大学でフリスの学生だった。

## メンバー
- フレッド・フリス (Fred Frith) – ギター、ベース、キーボード、ボーカル
- ジーナ・パーキンス (Zeena Parkins) – キーボード、アコーディオン、フォーリー・オブジェクト、ボーカル
- カーラ・キールシュテット (Carla Kihlstedt) –  ヴァイオリン、ボーカル
- マシアス・ボッシ (Matthias Bossi) – ドラム、ボーカル
- シャザード・イズマイリー (Shahzad Ismaily) – ベース、ボーカル ※2011年から
- ザ・ノルマン・コンクエスト (The Norman Conquest) – サウンド・マニピュレーション

## ディスコグラフィ

### アルバム
- Ragged Atlas (2010年、Intakt)
- The Letter (2012年、Intakt)